# Miro (интернет-платформа)
Miro (до 2019 года — RealtimeBoard) — онлайн-платформа для совместной работы распределенных команд (в том числе при дистанционной работе отдельных сотрудников), интерактивная онлайн-доска.
Стартап был основан в Перми в 2011 году Андреем Хусидом и Олегом Шардиным. По состоянию на 2024 год, штаб-квартиры компании располагаются в Сан-Франциско и Амстердаме, с офисами, находящимися в различных странах мира.

## Общая информация
Платформа используется как способ взаимодействия при создании новых проектов, дизайна интерфейса и при других задачах. Предусмотрена возможность настройки интеграции с другими инструментами совместной работы, такими как Slack, Microsoft Teams, Zoom, Jira, Trello, Google Docs и Concept. Также платформа имеет возможности взаимодействия со сторонними сервисами и приложениями по API, с использованием SDK или через iframe.
На платформе более 15 миллионов конечных пользователей (по собственным данным компании на май 2021 года) и более 21 000 корпоративных клиентов, включая 80 % списка Fortune 100 (по оценкам, раскрытым при очередном раунде привлечения инвестиций), в том числе такие компании, как Skyscanner, Autodesk, Netflix, Twitter и другие. За период с 2018 по 2020 годы пользовательская база платформы выросла примерно в 2,5 раза (от оценок в рамках инвестиционного раунда A).

### Прекращение деятельности в России
В 2022 году после вторжения России в Украину компания закрыла российский офис, релоцировала сотрудников и объявила о прекращении продаж на территории России и Беларуси. В августе 2024 года компания объявила о том, что аккаунты, зарегистрированные в России и Белоруссии, будут заблокированы в связи с новым пакетом санкций США и ЕС, которые вступают в силу с 12 сентября 2024 года. На фоне этого российские компании начали разрабатывать альтернативные сервисы. Через несколько дней Miro сообщила, что продолжит обслуживать бесплатные аккаунты российских и белорусских пользователей.

## Инвестиционные оценки
С 2017 по 2020 годы в рамках инвестиционного посева, а также раундов A и B платформа в совокупности привлекла 76,3 млн долларов США инвестиций.

## Конкуренты
- Microsoft Whiteboard
- МояДоска
- Unidraw
- Яндекс Концепт
- МТС Линк "Доски"
- VK Доски

## Рейтинги разработчика
Компания-разработчик вошла в список лучших стартап-работодателей 2020 года по версии Forbes.